# Offramp
Offramp från 1982 är ett musikalbum med Pat Metheny Group. Albumet fick 1983 en Grammy Award för "Best Jazz Fusion Performance".

## Låtlista
Låtarna är skrivna av Pat Metheny & Lyle Mays om inget annat anges.
1. Barcarole (Pat Metheny/Lyle Mays/Nana Vasconcelos) – 3:17
2. Are You Going With Me? – 8:47
3. Au Lait – 8:32
4. Eighteen (Pat Metheny/Lyle Mays/Nana Vasconcelos) – 5:08
5. Offramp – 5:59
6. James – 6:47
7. The Bat Part II – 3:50

## Medverkande
- Pat Metheny – gitarrer, synthesizer, synclavier
- Lyle Mays – piano, synthesizer, autoharpa, orgel, synclavier
- Steve Rodby – elbas, kontrabas
- Dan Gottlieb – trummor
- Nana Vasconcelos – slagverk, sång, berimbau